# Пылевка (Ахтырский район)
Пылевка (укр. Пилівка) — село в Чернетчинской сельской общине Ахтырского района Сумской области Украины.
Код КОАТУУ — 5920388704. Население по переписи 2001 года составляет 24 человека.

## Географическое положение
Село Пылевка находится на левом берегу реки Ворскла,
выше по течению на расстоянии в 3 км расположено село Гай-Мошенка,
ниже по течению на расстоянии в 1,5 км расположено село Хухра,
на противоположном берегу — сёла Журавное и Попелевщина.
Река в этом месте извилистая, образует лиманы, старицы и заболоченные озёра. Некоторые старицы имеют собственные названия, в том числе Быстрая и Киселиха.
Рядом проходит автомобильная дорога Р-17.

## Экономика
- Садовое товарищество «Колосок».